# Seis dias de Sydney
Os Seis dias de Sydney foi uma carreira de ciclismo em pista, da modalidade de seis dias, que se disputava em Sydney (Austrália). A sua primeira edição data de 1911 e disputou-se até 1974.

## Palmarés
| Ano       | Ganhadores                                  | Segundos                                   | Terceiros                            |
| --------- | ------------------------------------------- | ------------------------------------------ | ------------------------------------ |
| 1911      | Alfred Goullet Paddy Hehir                  | Alfred Grenda Gordon Walker                | Frank Corry Reginald McNamara        |
| 1912      | edição não realizada                        |                                            |                                      |
| 1913      | Frank Corry Reginald McNamara               | Donald Kirkham Robert Spears               | Fred Kneefe Bert Scott               |
| 1914-1919 | edições não realizadas                      |                                            |                                      |
| 1920      | Charles Osterriter Willie Spencer           | Frank Corry Alfred Grenda                  | Alex McBeath Ernest Priestley        |
| 1921      | edição não realizada                        |                                            |                                      |
| 1922      | Georges Hammond Ken Ross                    | Harris Horder Rum Munroe                   | Ted Byron Dick Marshall              |
| 1923      | edição não realizada                        |                                            |                                      |
| 1924      | Frank Corry Cecil Walker                    | Charly Jaeger W. Keller                    | Jack Fitzgerald Fred Wells           |
| 1925      | George Dempsey Ken Ross                     | Jack Fitzgerald Dick Marshall              | Eric Gibaud Hubert Opperman          |
| 1926      | edição não realizada                        |                                            |                                      |
| 1927      | Jack Fitzgerald Ken Ross                    | Les Hammond Harold Moodie                  | Grant Pye H. Rogers                  |
| 1928-1937 | edições não realizadas                      |                                            |                                      |
| 1938      | Joe Parmley Len Rogers                      | Gino Bambagiotti Ernie Greig               | Hilton Bloomfield Harold Latta       |
| 1939      | Joe Buckley Stan Parsons                    | Hilton Bloomfield Len Rogers               | Ernie Greig Harold Latta             |
| 1940      | Robert Porter Len Rogers                    | Hilton Bloomfield Ray Brooking             | Ernie Greig Arthur Windon            |
| 1941      | Ray Brooking Bill Guyatt                    | Charles Rampelberg Hughie Smith            | Jim Coleman Randall Cook             |
| 1942      | Bill Guyatt Jack Walsch                     | Randall Cook Len Rogers                    | Hilton Bloomfield Ray Dunbier        |
| 1943      | edição não realizada                        |                                            |                                      |
| 1944      | Estande Parsons Hughie Smith                | John Kohlenberg Len Rogers                 | Jim Coleman F. Fickle                |
| 1945-1953 | edições não realizadas                      |                                            |                                      |
| 1954      | Jim Nestor Maurice Martin                   | Harold Jensen Keith Manny                  | Douglas Stanford Brian Hayden        |
| 1955-1957 | edições não realizadas                      |                                            |                                      |
| 1958      | Peter Brotherton Sydney Patterson           | Giuseppe Chiesa Frederico Mason            | Bruce Clarke Robert Leach            |
| 1959      | Peter Panton Sydney Patterson               | John Green John Young                      | Dudley Crowe Ray Crowe               |
| 1960      | edição não realizada                        |                                            |                                      |
| 1961      | John Green John Young                       | Peter Panton Klaus Stiefler                | Ronald Grenda Fred Roche             |
| 1962      | Ernest Corney Allan McLennan Keith Reynolds | Orazio Damico Sydney Patterson Nino Solari | Alex Fulcher Kerry Hoole Robert Ryan |
| 1963-1973 | edições não realizadas                      |                                            |                                      |
| 1974      | Frank Atkins Danny Clark                    | John Bylsma Hilton Clarke                  | Keith Oliver Bob Whetters            |